# رابی مریل
رابرت مریل متولد ۱۳ ژوئن ۱۹۶۳ نوازنده گیتار بیس و مؤسس (همراه با سالی ارنا) گروه هوی متال گادسمک می باشد. او تا به این لحظ در تمامی آثار گروه گادسمک حضور داشته است.

## تجهیزات
بیس : Spector
بیس : Ibanez
آمپلی فایر : SWR
آمپلی فایر : Line 6
استرینگ : D’Addario